# Cissi Wallin
Anna Cecilia "Cissi" Wallin Blomberg, född den 12 mars 1985 i Uddevalla, är en svensk kolumnist, medieprofil, skådespelare och artist. Hon har återkommande skrivit för både dagstidningar och tematiska tidskrifter.
2017 blev hon en av de svenska förgrundsfigurerna i #metoo-kampanjen. Hon har därefter flitigt deltagit som samhällsdebattör och aktivt deltagit i ett antal olika feministiska rättvisekampanjer.
År 2021 uttryckte Wallin i en krönika i Expressen att hennes publik i många fall kräver raseri, vilket lett henne till att omvärdera sin aktivism. Detta skedde efter att hon på grund av sitt skrivande blivit inblandad i flera rättsfall. 

## Biografi

### Bakgrund
Cissi Wallin växte upp i Uddevalla och läste där den estetiska linjen i Akademi Sinclair på gymnasiet. Under sista året i skolan fick hon en biroll, som Millan, i Ulf Malmros långfilm Tjenare kungen (2005). Den följdes av en mindre roll i Sommaren med Göran (2009). Hon flyttade efter första filminspelningen till Stockholm och tänkte sig en karriär som skådespelare.
Wallin tog 2007 initiativet till Popkollo Film, ett filmläger för unga tjejer. Under själva lägret var hon senare projektledare.

### Medieaktiviteter
När skådespelarrollerna uteblev skapade hon sig ett namn i Stockholms medievärld. Hon arbetade bland annat med webbsändningar och bloggande, som kolumnist och ståuppare och landade programledarrollen i Morgonpasset i Sveriges Radio P3.
Hon har arbetat med TV och ledde hösten 2011 webbsändningarna för True Talent, där hon själv medverkade i några av avsnitten. Hösten 2011 var hon även medarbetare och bisittare i TV4:s Kvällsöppet.
I radio har hon varit programledare i ett eget program på Radio 1. Programmet hade premiär 2011 och fokuserade på pratradio.
Wallin är frilansskribent samt tillsammans med sin man verksam i två bolag (Cissi Wallin Produktion AB och Blomberg AB). Från december 2013 till september 2014 bloggade hon för Allt om Mat, därefter på Mama fram till november 2017. Hon har skrivit krönikor i Metro och i Mama. Sedan januari 2020 är Wallin kolumnist på Expressen.
Våren 2021 gjorde hon, tillsammans med Maria Sveland, en dokumentär med titeln De rättslösa. Den var en direkt reaktion på dokumentären Persona non grata – Soran Ismail, som sändes på Sveriges Television och handlade om Soran Ismail och hans upplevelse av att bli anklagad under #metoo. De menade att alltför många män fått tala ut om hur det upplevts att vara anklagad för sexbrott efter #metoo, utan att de drabbade kvinnornas berättelser tagits på allvar och att de dömts till skadestånd för förtal. Filmen producerades efter att ha blivit gräsrotsfinansierad, köptes in av Sveriges Television och visades på SVT Play i oktober 2021.
2022 fick den timslånga dokumentären Bison biopremiär. I filmen, som är med regi och manus av Wallin, presenteras kampen för kvinnors fri- och rättigheter i Polen och dess jämförelse med Margaret Atwoods Tjänarinnans berättelse.
Den 8 mars 2023 släppte Wallin sin första singel Fragile Like A Bomb under artistnamnet CISSI.

### Aktivism

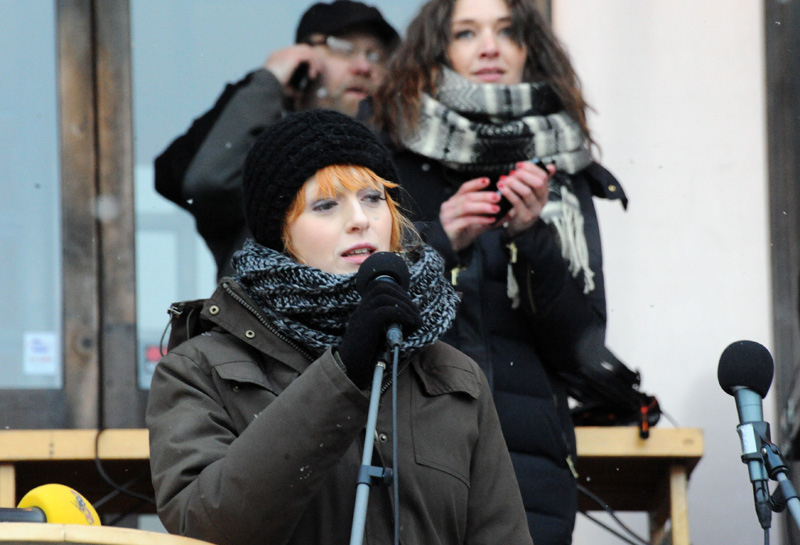
Cissi Wallin vid en mikrofon 2014.

Wallin har under 2010-talet gjort sig ett namn som feministisk aktivist på sociala medier, i vad som kallats den "fjärde vågens feminism" (främst kopplat till #metoo). Hon har framförallt använt Instagram för att genomföra sina kampanjer.

#### #metoo
Wallin blev tillsammans med Lulu Carter en av förgrundsgestalterna för det svenska engagemanget kring metoo-kampanjen hösten 2017. Det skedde när hon i ett inlägg på Instagram offentligt pekade ut Fredrik Virtanen som den man hon år 2011 anmält för våldtäkt, något som hon påstår skedde fem år tidigare. Hon lade då till hashtaggen #metoo.

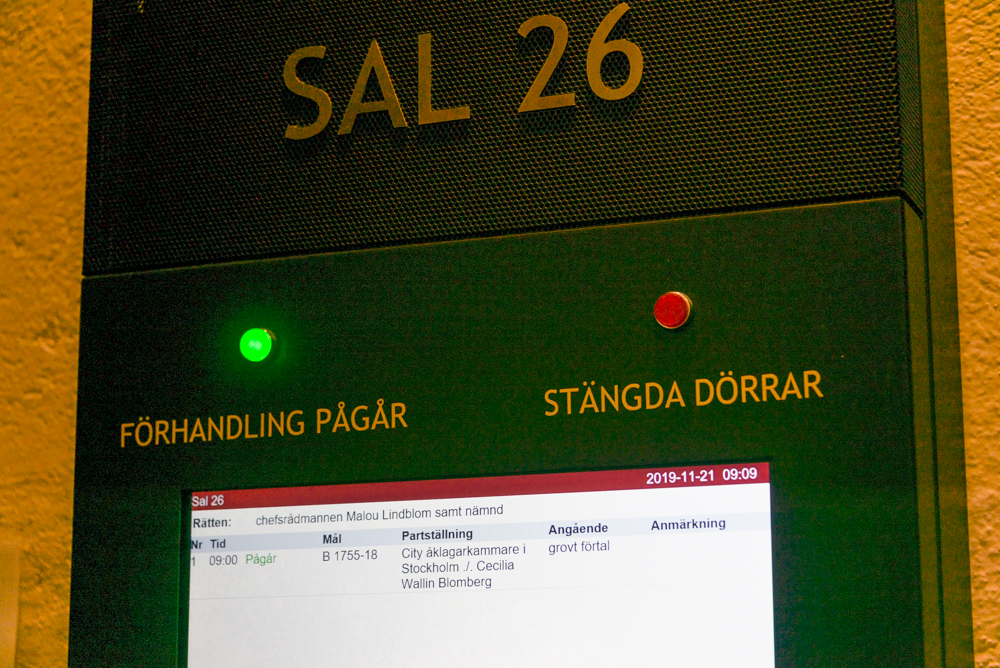
Förtalsmålet mellan Fredrik Virtanen och Cissi Wallin i Stockholms tingsrätt 2019.

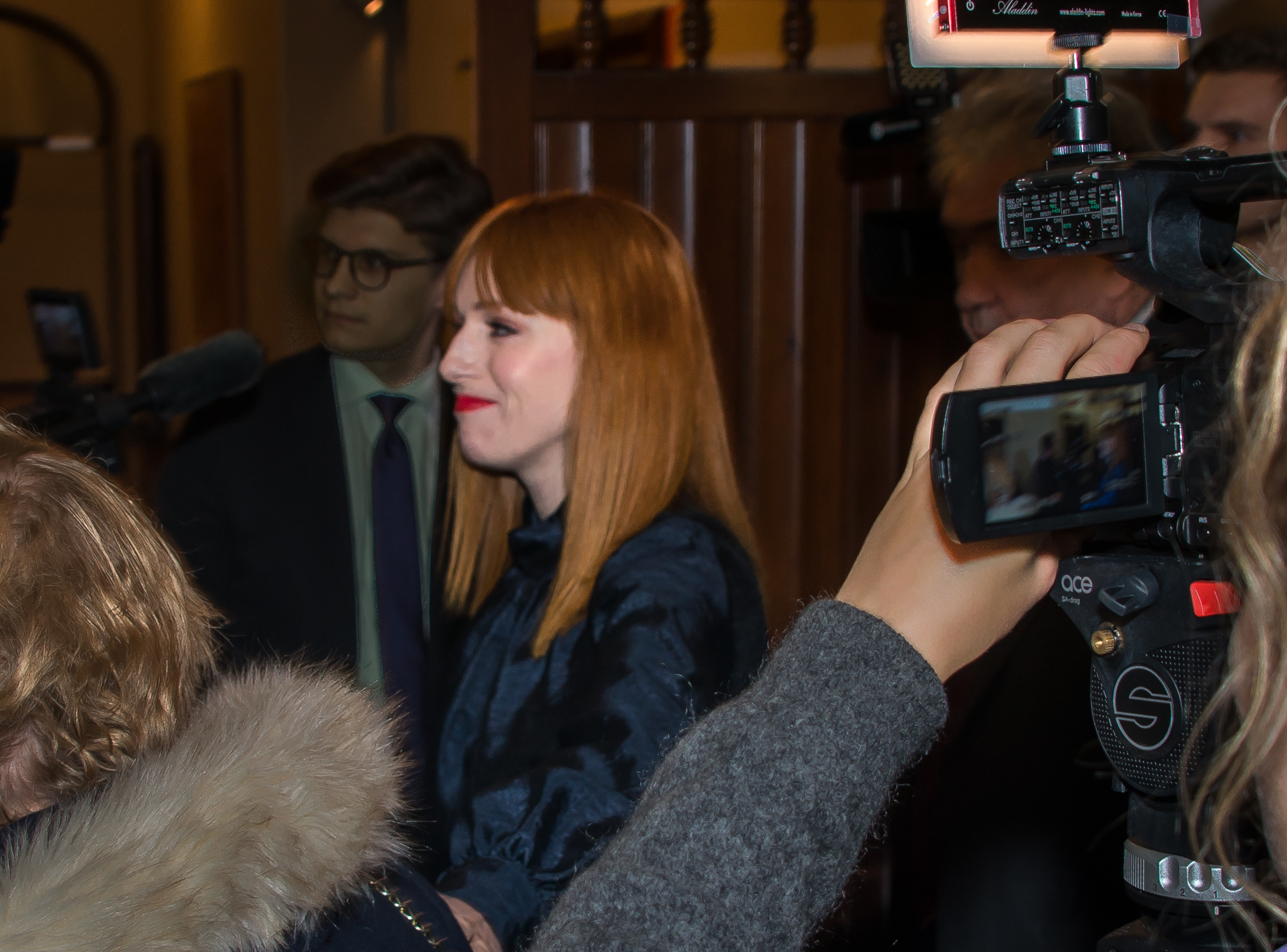
Cissi Wallin på väg in i rättssalen 2019.

Fredrik Virtanen har hela tiden nekat till våldtäktsanklagelserna, och i januari 2018 anmälde han Wallin för grovt förtal. Förtalsanmälan ledde till att flera av hennes engagemang från och med våren 2018 stoppades eller ställdes in, med motiveringen att hon var brottsmisstänkt och att en polisutredning skulle flytta fokus från de ämnen hon var inbjuden att presentera. Bland annat avbröts medverkan i TV4:s Malou efter tio, ett inspelat program i SVT om abortfrågan i Polen stoppades (slutligen premiärvisat 2022), och tidningen Metro valde våren 2019 att göra ett avbrott i samarbetet med henne. Detta ledde till att hon helt avslutade samarbetet med Metro, efter att i tolv år ha skrivit krönikor för tidningen.
Wallin dömdes den 9 december 2019 i tingsrätten för grovt förtal av Virtanen. Påföljden bestämdes till villkorlig dom och 100 dagsböter à 50 kronor, samt ett skadestånd på 80 000 kronor. Båda två överklagade domen, och i oktober 2022 fastställde hovrätten domen men sänkte straffet till 30 dagsböter och höjde skadeståndet till 100 000 kronor. Wallin valde därefter att överklaga till Högsta domstolen, som i början av 2023 meddelade sitt beslut att inte ta upp fallet.
Våren 2020 skrev Wallin den självbiografiska boken Allt som var mitt. Den handlar om åren kring den påstådda våldtäkten och skeendet efteråt, med bland annat metoo och förtalsmålet. Boken skrevs på begäran av bokförlaget Atlas, som presenterade boken som en del i en kommande höstkatalog.
På försommaren 2020 meddelade Atlas att de stoppar utgivningen av boken; boken kunde utgöra grund för ett nytt förtalsmål, vilket i Wallins fall riskerade att leda till fängelse på grund av tingsrättens tidigare villkorliga dom. Eftersom Atlas inte kunde ge ut boken betalade de inte heller något honorar. Wallin valde då att ge ut boken på eget förlag. Justitiekanslern åtalade – för innehållet i boken – Cissi Wallin för grovt förtal enligt tryckfrihetsförordningen. Detta andra åtal avgjordes i mars 2022 med att Wallin överraskande (även för henne själv) blev frikänd.
År 2021 uttryckte Wallin i en krönika i Expressen att hennes publik i många fall kräver raseri, vilket lett henne till att omvärdera sin aktivism. Två år senare återkom Wallin med en liknande krönika, i samma tidning och med ungefär samma budskap: att hon "ofrivilligt blev en sektledare inom Metoorörelsen".
2023 publicerades Lina Makbouls bok Revolutionens första offer, där massmedias behandling av anklagelserna mot Fredrik Virtanen samt Stockholms stadsteaters Benny Fredriksson står i centrum. I boken påmindes bland annat om Wallins egna tidiga utsagor om att hon inte mindes vad som hänt under natten för Virtanens påstådda övergrepp men att minnesbilderna skulle ha "återkommit" i samband med samtalsterapi.

#### Knytblusmanifestationen
I samband med krisen i Svenska Akademien 2018 initierade Wallin tillsammans med Nina Rung och Kristina Wicksell en manifestation för Sara Danius. Mellan 2000 och 3000 personer samlades för att visa sitt missnöje med Svenska Akademien vid följande veckomöte, efter Sara Danius avhopp som ständig sekreterare. Avhoppet uppfattades som en petning och ett försök att skydda en maktfullkomlig och sexistisk struktur.
Den kallades "knytblusmanifestationen", eftersom Sara Danius gjort sig känd som bärare av knytblus och uppmaningen var att bära plagget. Katarina Wennstam, Mona Sahlin, Gita Nabavi och Rossana Dinamarca med flera höll tal, och liknande manifestationer genomfördes också bland annat i Göteborg, Helsingborg, Västerås och Jönköping.

#### #brinnförjosefin
Dagen efter dokumentären Josefin Nilsson – Älska mig för den jag är, som bland annat beskriver hur Josefin Nilsson misshandlades av en man hon levde med på 1990-talet, skapade hon hashtaggen #brinnförjosefin. Via sociala medier samlade hon flera hundra personer i en ljusmanifestiation utanför Dramatens scen Elverket, där mannen var med i en teateruppsättning samma kväll.

#### Gardet
Tillsammans med bland andra Jenny Bengtsson, Karin Andersson och Filippa Berg grundade hon i maj 2019 den feministiska plattformen Gardet. Plattformen drev feministisk opinion och journalistiskt arbete, med artiklar, granskande reportage och krönikor på egna webbplatsen.
I augusti 2019 hade medgrundarna hoppat av, på grund av inre stridigheter och meningsskiljaktigheter. Aktiviteten på sajten avtog, men i september 2020 nylanserades den med en uttalat radikalfeministisk profil. Sedan tidigt 2022 har Gardet inte haft någon utåtriktad verksamhet.

#### #rättslösa
Under hashtaggen #rättslösa startade Cissi Wallin tillsammans med Gardet en kampanj för att peka på den dåliga uppklarningen av våldtäkter. Den inleddes 21 augusti 2019 med att 65 kvinnor ställde sig tysta utanför polishuset på Södermalm i Stockholm. De hade tejpat för munnen och skrivit "rättslösa" på tejpbiten. De medförde även plakat som presenterade att det utreddes 65 våldtäkter, men att statistiken visade att 90–95 procent inte skulle leda till fällande dom.
Via sociala medier uppmanades följarna att genomföra liknande aktioner i sin stad, och det spreds till flera städer i landet. I Eskilstuna bötfälldes arrangören för aktionen, eftersom den saknade tillstånd. Böterna betalades gemensamt av dem som var engagerade i kampanjen.

#### Transpersoner
Cissi Wallin har gjort uttalanden om att människan har två biologiska kön – man och kvinna – och att feminismen i första hand ska vara en kvinnofråga. Det har lett till att hon identifierat sig, och identifierats, med radikalfeminismen. Hon menar till exempel att personer som levt som män inte har samma erfarenheter av att leva som kvinna, även om de själva upplevt sig som varande i fel kön.
Hennes debattinlägg har lett till kritik inom delar av den feministiska rörelsen och HBTQ-rörelsen. De har där setts som uttryck för transfobi och exkludering av utsatta personer som är utsatta för samma patriarkala förtryck.

## Familj
Cissi Wallin är sedan 2014 gift och har två barn med Linus Blomberg, medgrundare av Avalanche Studios. Wallin har polskt ursprung via sin mor som föddes i Polen.

## Verk

### Filmografi
- 2005 – Tjenare kungen (rollen som "Millan"[67])
- 2007 – Workshopen[68] (kortfilm; roll)
- 2008 – Leons jacka (kortfilm; roll[69])
- 2009 – Sommaren med Göran - En midsommarnattskomedi (roll, som "festtjej 2"[70])
- 2022 – Bison (manus, regi, produktion[17])

### TV-produktioner
- 2022 – De rättslösa (dokumentär; produktion med Maria Sveland[71])

### Diskografi
- Fragile Like A Bomb[19]